# 43 (getal)
43 is het natuurlijke getal volgend op 42 en voorafgaand aan 44.

## In de wiskunde
Drieënveertig is het veertiende priemgetal. Het voorgaande is eenenveertig, waarmee het een priemtweeling vormt, het volgende is zevenenveertig. Verder is 43 een gecentreerd heptagonaal getal.
Zij a(0) = a(1) = 1, en vervolgens a(n) = (a(0)2 + a(1)2 + ... + a(n-1)2) / (n-1). Deze rij is 1 1 2 3 5 10 28 154... Wonderwel is a(43) de eerste term van deze rij die geen natuurlijk getal is.
In het zestallig stelsel is 43 een repdigit, namelijk 111.
Minus drieënveertig (- 43) is een Heegnergetal.

## In natuurwetenschap
43 is
- Het atoomnummer van het scheikundig element technetium (Tc).

## In het Nederlands
Drieënveertig is een hoofdtelwoord.

## Overig
Drieënveertig is ook:
- Het landnummer voor internationale telefoongesprekken naar Oostenrijk.
- Het jaar A.D. 43 en 1943.
- De naam van een Spaanse likeur, Licor 43 oftewel Cuarenta Y Tres.
- Het kleinste getal dat niet in de Bijbel voorkomt.[2]

### Verder lezen
Lenstra, Hendrik (2009). Ode aan het getal 43. Nieuw Arch. Wiskd. Amsterdam, NL: Koninklijk Wiskundig Genootschap (5) 10, No. 4: 240-244.